# Back in the Day (film, 2014)
Pour les articles homonymes, voir Back in the Day.
Pour plus de détails, voir Fiche technique et Distribution.
Back in the Day est un film américain réalisé par Michael Rosenbaum, sorti en 2014.

## Synopsis
Jim Owens est une ancienne gloire de son lycée devenu un agent d'assurances blasé. Il se rend à une réunion d'anciens élèves et y retrouve son ancien amour de lycée mais aussi le proviseur qui le persécutait. 

## Fiche technique
- Réalisation : Michael Rosenbaum
- Scénario : Michael Rosenbaum
- Photographie : Bradley Stonesifer
- Montage : Sandy S. Solowitz
- Musique : Rob Danson
- Pays d'origine :  États-Unis
- Langue originale : anglais
- Genre : comédie
- Durée : 94 minutes
- Dates de sortie : 
  - États-Unis : 17 janvier 2014

## Distribution
- Michael Rosenbaum : Jim Owens
- Morena Baccarin : Laurie Miller
- Nick Swardson : Ron Freeman
- Harland Williams : Skunk
- Jay R. Ferguson : Mark
- Emma Caulfield : Molly
- Kristoffer Polaha : Len Brenneman
- Isaiah Mustafa : T
- Michael G. Hagerty : Principal Teagley
- Sarah Colonna : Carol
- Danielle Bisutti : Annette Taylor

## Accueil
Le film obtient 11 % de critiques positives, avec une note moyenne de 3,4/10 et sur la base de 9 critiques collectées, sur le site Rotten Tomatoes.